# Dolmen du Pré d'Air
Le dolmen du Pré d'Air (parfois orthographié dolmen du Prédaire) est un dolmen situé sur la commune de Pornic, dans le département de la Loire-Atlantique, en France.
Il est classé à l'inventaire des monuments historiques depuis 1983.

## Dolmen de la Pierre Creusée

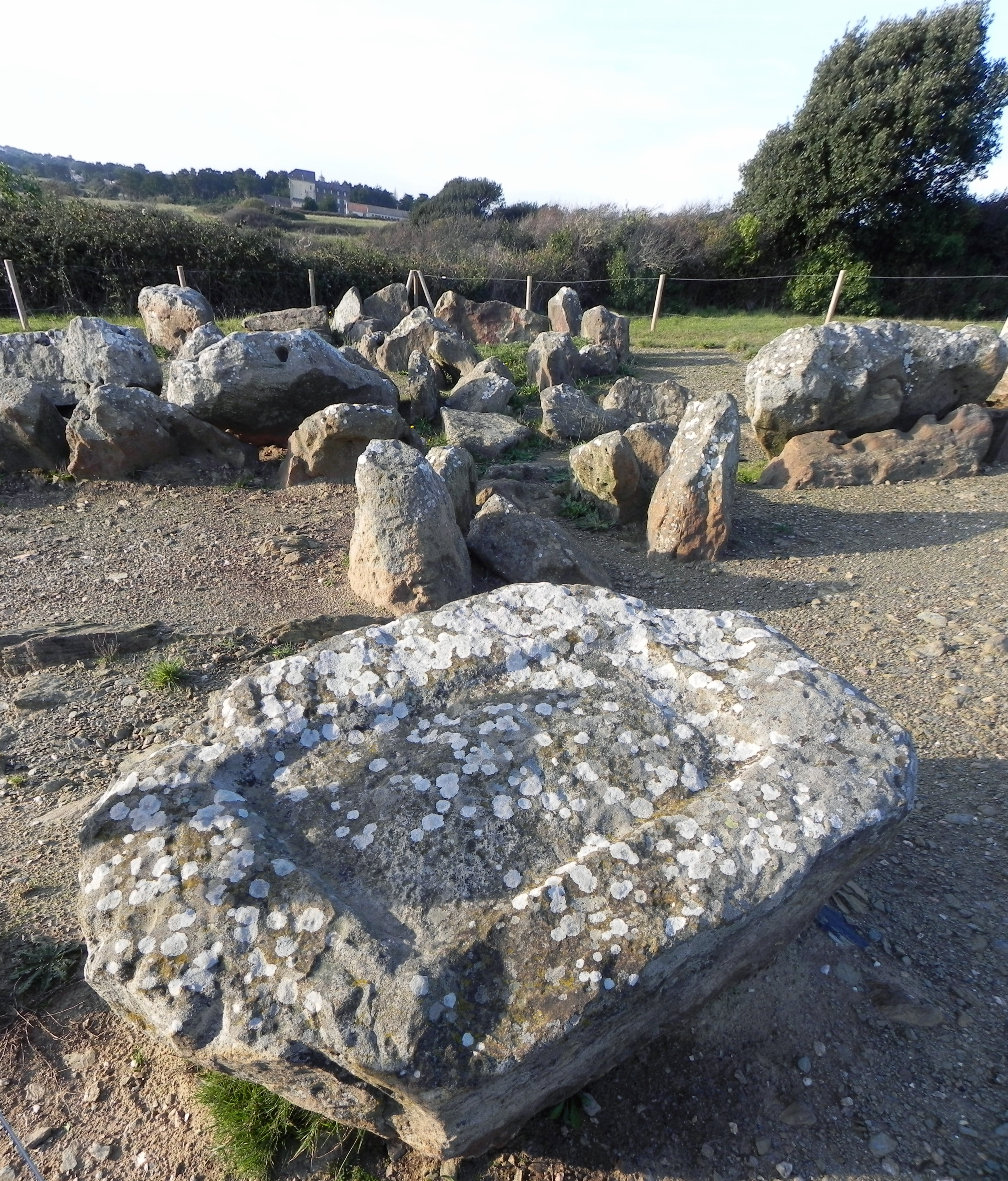
Pierre creusée en auge située à l'entrée de l'édifice

Le site est situé dans un champ près de la côte sud de Pornic, à mi-chemin du dolmen de la Joselière et du lieu-dit La Boutinadière. De Wismes le nomme d'ailleurs «Monument dit de la Boutinadière, ou des soixante et dix pas de tour», ce qui pourrait prêter à confusion avec le monument mégalithique actuellement dénommé sous le nom d'allée couverte de la Boutinardière, mais de Wismes précise bien que «c'est celui où se trouve la pierre à bassin», caractéristique qui lui a valu aussi le nom de dolmen de la Pierre Creusée.
Quant à Pitre de Lisle du Dreneuc, il mentionne qu'« au-devant de l'entrée se trouve une large pierre que l'on a commencé à creuser en forme d'auge. Les pierres taillées de cette façon ne sont point rares dans les fermes du pays [...] et l'on obtient ainsi à peu de frais des timbres pour abreuver les bestiaux ».

## Caractéristiques
Ce dolmen appartient au groupe des dolmens transeptés connus de part et d'autre de l'estuaire de la Loire.  Il n'en demeure plus que les orthostates de granit délimitant les contours, le cairn et les tables qui recouvraient l'allée ont disparu. Il est composé de trois chambres, les deux premières chambres latérales mesurant 2,75 m sur 1,75 m sont situées de part et d'autre du couloir d'accès, la dernière axiale au fond du couloir, mesurant 2,25 m sur 2 m. Curieusement, la chambre terminale est donc moins vaste que les deux chambres latérales.
Par son architecture et ses dimensions, il est à rapprocher de l'architecture du tumulus des Mousseaux à Pornic et du dolmen du Riholo à Herbignac.

## Mobilier funéraire
Le mobilier funéraire découvert par de Wismes en 1878 est conservé au musée Dobrée de Nantes. Il se compose :
- d'une pendeloque ovale en fibrolithe (n°inventaire 876.3.13) et d'une pendeloque ronde ;
- de deux poignards/couteaux en silex (n°inventaire 876.3.14 et 876.3.15) du Grand Pressigny[4] ;
- une petite hache et un fragment de hache (n°inventaire 876.3.18) ;
- de fragments de poterie et d'éclats de silex.